# Tanacetum oxystegium
Tanacetum oxystegium — вид рослин з родини айстрових (Asteraceae), ендемік північного сходу Туреччини.

## Середовище проживання
Ендемік північного сходу Туреччини; росте на сухих схилах пагорбів з глинистим, гіпсовмісним субстратом; на висотах між 1200 і 1400 метрів.

## Загрози
Основною загрозою є втрата та деградація середовища існування, спричинена надмірним випасом худоби.